# Даниели, Эмма
Э́мма Дание́ли (итал. Emma Danieli; 14 октября 1936, Buscoldo, Ломбардия — 21 июня 1998, Лугано, Тичино) — итальянская актриса.

## Биография
Родилась в Куртатоне, Мантуя. Даниели начала свою карьеру в очень молодом возрасте как актриса для рекламных роликов. После победы на конкурсе красоты дебютировала в кино в 1953 году в фильме-антологии «Мы — женщины». Хотя ее кинокарьера закончилась чуть более чем через десять лет, Даниели больше ценили на телевидении, где она была одним из первых дикторов, а также телеведущей и актрисой в телевизионных фильмах и сериалах.